# 野菜一日これ一本

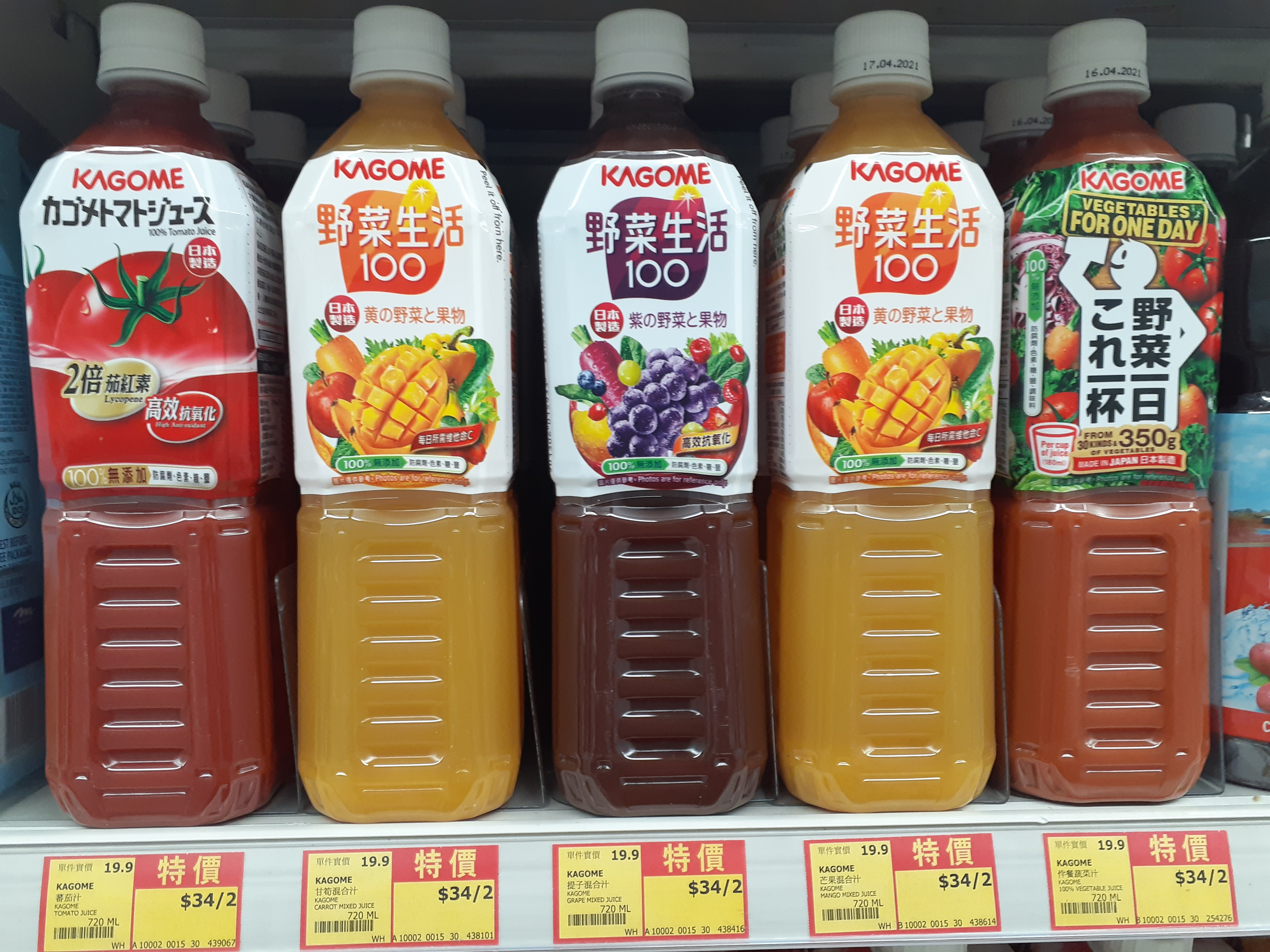
カゴメのジュース（2020年）

野菜一日これ一本（やさいいちにちこれいっぽん）とは、飲料メーカーのカゴメが販売する野菜ジュースの商品名である。2004年8月24日から全国発売している。この商品は200ミリリットルのパックに入っているが、900ミリリットルのミルクカートンや720ミリリットルのペットボトルに入っているものを野菜一日これ一杯（やさいいちにちこれいっぱい）という。

## 概要
1本の商品の中に350g分の1日分の野菜を使った野菜汁100%の野菜ジュースである。但し、野菜をジュースにするとビタミンCや食物繊維などの成分が減少してしまうため、この商品はあくまで「野菜摂取の補助」として提供されている。なお、「野菜一日これ一杯」は、同じく30品目の野菜350g分を商品のコップ1杯（200ml）分に含んでいる。
シリーズ品の「野菜一日これ一本 Plus」は、機能性表示食品として届出されている。

## 原材料
現在は、30品目の野菜が原材料として含まれている。当初は17品目だったが、2006年4月13日から21品目になった。これは、厚生労働省が、健康日本21の中で一日に必要な野菜量を350ｇ以上と推奨しているのに対応したものである。ブロッコリー・たまねぎ・モロヘイヤ・かぼちゃの4種類の野菜が新たに追加された。2007年8月21日からは、21品目から25品目に増え、あらたに小松菜、あしたば、ごぼう、ムラサキイモが追加された。2011年5月に再びリニューアルで5種類の野菜が追加され30品目の野菜になった。全30品目は、以下の通り。
トマト、にんじん、メキャベツ（プチヴェール）、ケール、ピーマン、ビート、ほうれん草、ブロッコリー、明日葉、チンゲンサイ、小松菜、かぼちゃ、パセリ、クレソン、アスパラガス、セロリ、しょうが、とうもろこし、ごぼう、グリーンピース、紫いも、キャベツ、レタス、たまねぎ、だいこん、紫キャベツ、赤じそ、カリフラワー、なす、はくさい。

## シリーズ品
2023年5月時点で以下のシリーズ品が発売されている
- 野菜一日これ一本 Light - 2020年8月発売[10]。糖質を抑えるために淡色野菜が多くブレンドされている。発売当初は関東・甲信越及び静岡県限定で発売されていたが、2021年3月にパッケージデザインを変更の上で全国に拡大した[11]。
- 野菜一日これ一本 超濃縮 - 2011年3月発売[12]。125ml入りの飲みきり濃縮タイプ。発売当初は1種類のみだったが、その後、ラインナップの追加やリニューアルを経て、「高リコピン&ビタミンA・E」、「カルシウム&マグネシウム」、「鉄分&葉酸」の3種類が発売されている。
- 野菜一日これ一本 Plus【機能性表示食品】 - 2021年3月発売[13]。発売当初は265ミリリットル入りのペットボトルのみだったが、2022年3月のリニューアルに伴い、200ミリリットル入りの紙パックが追加された[14]。